# タキシード

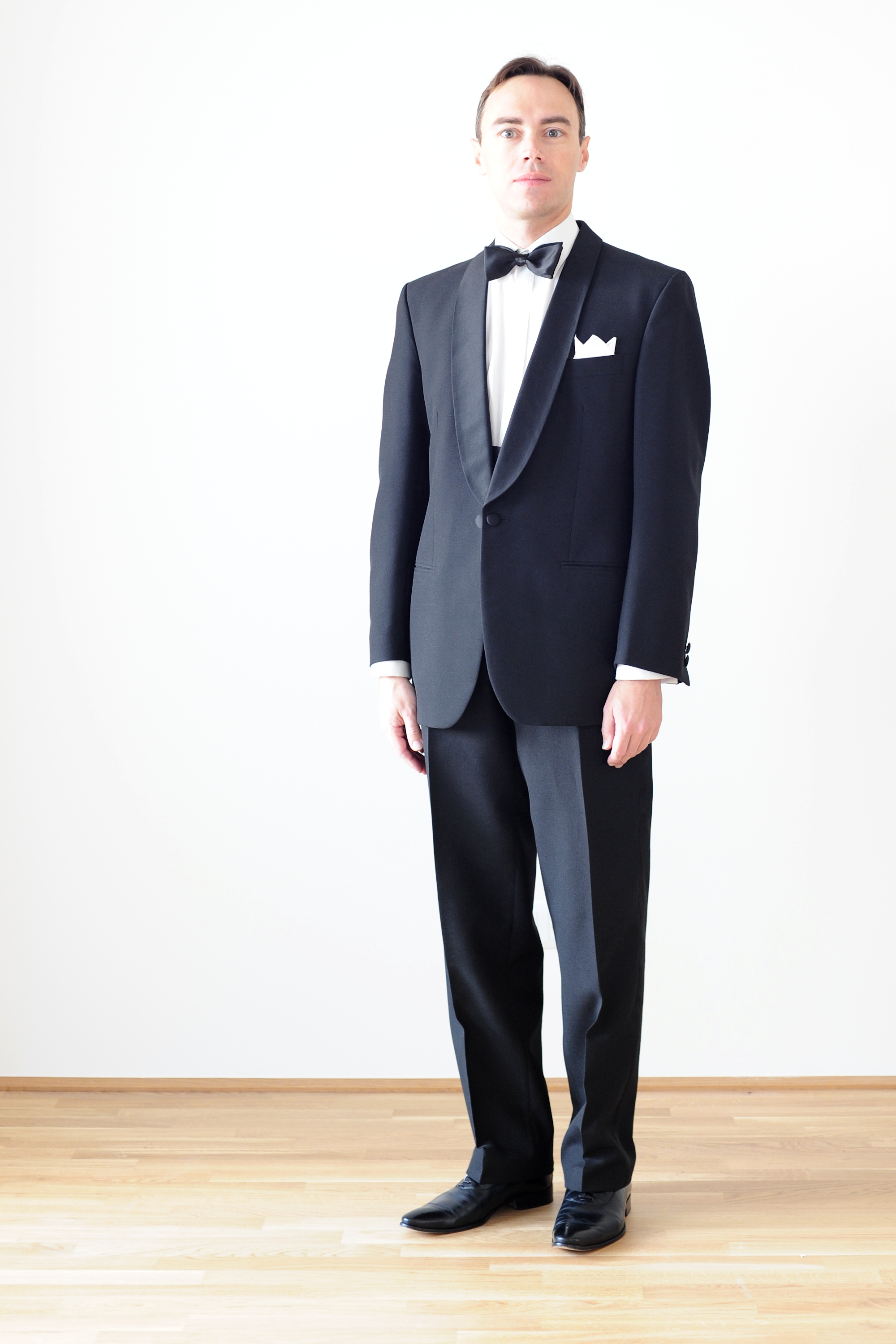
最も基本的なショールカラー、シングルブレストのタキシード姿の男性

タキシード（英: dinner jacket, tuxedo）は、男性用の礼服の一つで、基本的には夜間、宴席で着用される物である。その出自から同じく夜間用の正礼服である燕尾服に対して略式の礼装とされるが、21世紀の現代では燕尾服の使用が減ったため、タキシードが実質的な正礼装の様に使われる場合も多い。
イギリスではディナー・ジャケット（会食服）、その他の欧州諸国ではスモーキング（smoking, 喫煙服）と呼ばれる。(#名称について)
礼服としては、夜間・宴席での服装として、女性のイブニングドレスやカクテルドレスに対応する。
日本の結婚式業界では新郎が着用するフロックコート風の衣装を「タキシード」と呼称することがあるが、本来のタキシードとは異なる。

## 概要

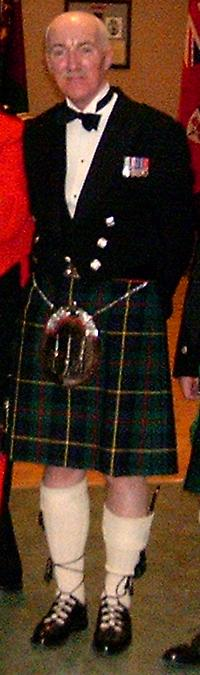
メスジャケットにキルトを合わせた衣装。近代スコットランド人の夜会服である。

タキシード（又は軍隊の礼装に多く用いられているメスジャケット）を中心に構成される服装（ドレスコード）のことをブラック・タイと言い、黒い蝶ネクタイを着用するのが最も格式が高いとされる。本来は燕尾服に次ぐ略礼装の扱いだが、現代では国や場合により国賓を招いた晩餐会から、気軽なパーティーなど、広く着用されている。
欧米では、昼夜、より厳密には式典と宴席で礼服が区別されておりタキシードは基本的に夜間の宴席に着用される。欧米では晩餐会や演劇等が催される時間が日本に比べて遅い場合が多く、平日でも勤務先から帰宅してから改めてそれらに出席することが多いとされるが、日本などの大都市のように通勤時間に1時間以上もかかり勤務先から直行すると、昼と夜を着替えて出席する事は帰宅の心配が不要の宮中晩餐会などに出席する場合以外は難しい、とする見解もある。

## タキシードの歴史
- 19世紀後半、タキシードの原型となるスモーキングジャケットがイギリスで誕生する。この頃は晩餐の食事の席では燕尾服を身にまとい、その後の男性のみの喫煙を伴う談笑の席でこのスモーキングジャケットに着替えられた（くつろぐための格好として、またタバコの匂いの問題等が主な理由である。）[5]
- 1870年代初頭、ドイツやフランスのカジノでショールカラー（へちま襟）の尾のない燕尾服を着ることが流行し、これらは、上記のスモーキング、喫煙服のデザインを取り入れたものだったため、同様にスモーキングと呼ばれた。
- 1876年、当時のイギリス皇太子エドワード7世がこのスモーキングのファッションを英国に取り入れ、ディナー・ジャケットを考案し、パーティーなどで着用するようになる。
- 1886年、ニューヨークのタキシード・パーク倶楽部の正装舞踏会で、全員が燕尾服を着ている中、グリスウォルド・ロリラードという人物が燕尾服に着替えるのを忘れ、真っ赤なスモーキングジャケットを着用したままパーティーに参加したことが米国における始まりであるといわれる（タキシード事件）。これは、彼がその年の夏に訪れたヨーロッパで見た流行のスタイルを取り入れて意図的にそのような格好で現れたのを、周りのアメリカ人たちが「着替え忘れた」と勘違いした、とする説もある。
- 1890年代には色とりどりのスモーキングジャケットと燕尾服のズボン、シャツ、小物を組み合わせたファッションが若者の間で流行する。この当時からアメリカではタキシードという呼び名が定着した。
- 1900年代には黒のジャケット、燕尾服用のズボン、ウィングカラーのシャツ、白ベスト、白蝶ネクタイというスタイルが礼装として米国市民権を獲得する。
- 1910年代には当時カジュアルシャツであったヒダ胸シャツと組み合わせた着こなしが大流行する。
- 1920年代には夜の正礼装である燕尾服に次ぐ礼服として世界中に認知される。
  - 黒蝶ネクタイと黒のカマーベスト、カマーバンドが用いられるようになり、ブラック・タイと呼ばれるようになる。
  - それまでショールカラーしかなかったジャケットに、燕尾服に似せたピークトラペル（剣襟）のジャケットが新たに加わる。また、ダブルのジャケットも登場する。
- 1930年代イギリスにおいて晩餐の席における服装としてこの服装が一般化する。また、このころより白タキシードや色柄もののカマーバンド、蝶ネクタイなどが販売され、用いられるようになる。1920年代に登場したダブルのジャケットが流行する。
- 1950年代にはピーコック革命の波に乗り、色柄物のタキシードやクロス・タイ、フリル、レース、色物のシャツなどが用いられるようになる。
  - ピーコック革命の後、タキシードは再び黒一色に戻る。
- 1966年　イヴ・サン＝ローランが女性のためにアレンジしたタキシードを発表する。男性だけのものと思われていた服を女性が着る先駆けとなる。
- 1968年開催の第40回アカデミー賞までは、アカデミー賞で司会やプレゼンターを務める出席者は燕尾服を着用していたのが[6][7]、翌1969年に開催された第41回アカデミー賞からは、司会とプレゼンターもタキシード中心の正装へと変化した[8][9]。
- 1970年前後、上下白のタキシードにフリルシャツと言う組み合わせが花婿の衣装として流行する。
- 1986年、タキシード100年、自由の女神100年、コカ・コーラ100年、オーストラリア建国100年などのイベントのさなか、タキシードに普通のネクタイを組み合わせた取材陣が数多く見られる。
  - 日本では光物のアクセサリーなどをつけたディスコスタイルのタキシードが着られる。
- 1989年にはカリフォルニア・ブラックタイ、テキサス・ブラックタイと呼ばれる着方が現れる。

## 基本的な構成

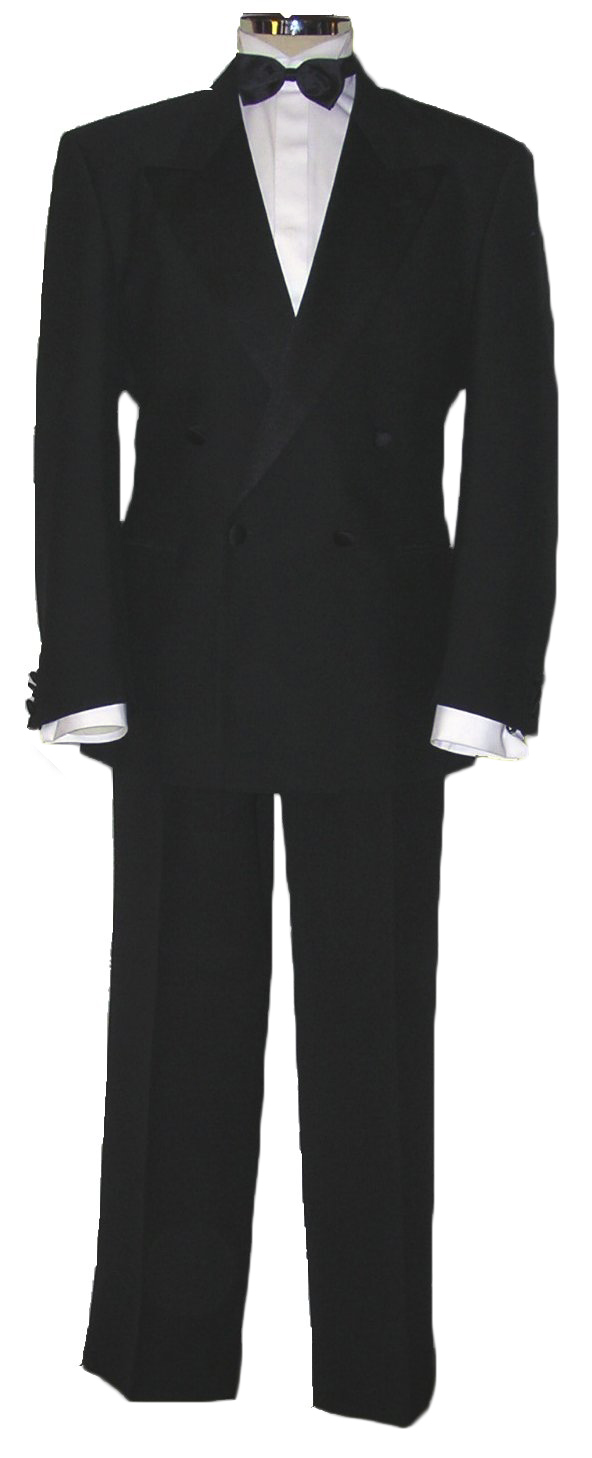
タキシードの一例。但し写真のジャケットはピークドラペル、ダブルブレストのタイプで、最も基本的なショールカラー、シングルブレストの仕様のものとは異なる。

タキシードは主に宴席、パーティーなどでの着用が主なため、個性を主張するためのアレンジが他の礼服に比べて許容されている。以下はその基本的な組み合わせである。
- ジャケット
  - 黒または濃紺で、生地は代表的なものでカシミア,ドスキン、バラシャなど。シングルブレストまたはダブルブレストで、ピークドラペルでは下襟を、ショールカラーでは襟全体に拝絹（光沢のあるシルクの生地）をつけたものが正式（日中の使用を考慮してあえて付けないものもある）。現代ではノッチドラペルの仕様のものも存在する。ボタンは上着と同じ生地で包んだ包みボタンが正式。ファンシータキシード・スーツと呼ばれる避暑地などで着られる白、変わり色無地物、格子、縞物、襟や袖口などにデザインをこらしたものもある。
- トラウザーズ
  - ジャケットと揃いの生地が正式。スラックスはジャケットの色に関わらず黒が基本。脇の縫い目にシルクの側章を1本つける。サスペンダー（ブレイシズ）で留めるのが正式だが、現代ではベルトの使用が一般的。
- ウェストコート（ベスト）
  - トラウザーズと同じくジャケットと揃いの生地が正式。カマーベストやカマーバンドを用いる場合もある。ダブルブレステッドの場合は省略することも可能である。
- シャツ
  - 白無地で胸にプリーツの飾りのついたタック・ブザムが一般的だが、代わりにイカ胸シャツやフリルで装飾されたものもある。襟はレギュラーカラー、あるいはウイングカラー。袖はシングルカフスが一般的だがダブルカフスも可能。胸元のボタンや袖は、スタッズボタンやカフリンクス等のアクセサリーを用いることもできる。
- ネクタイ
  - 拝絹と揃いのシルク地の黒の蝶ネクタイ（ブラックタイ）が正式。黒以外の色・柄やクロスタイも合わせられるが、その場合はカマーベスト、カマーバンドと共地にするのが一般的。
- ポケットチーフ
  - 白麻が一般的だが、上着が白の場合は黒やほかの色の絹もの。
- 革靴
  - 黒のエナメルの内羽根式のストレートチップ、もしくはプレーントウか舞踏靴パンプスが一般的。
- 靴下
  - 黒無地の絹、またはナイロン製が理想。ソックスガーターを使用するが、なくても構わない。
- 帽子
  - 黒か濃紺のホンブルグ・ハット型、ただし夏はパナマハット。基本的に無帽でも差し支えない。

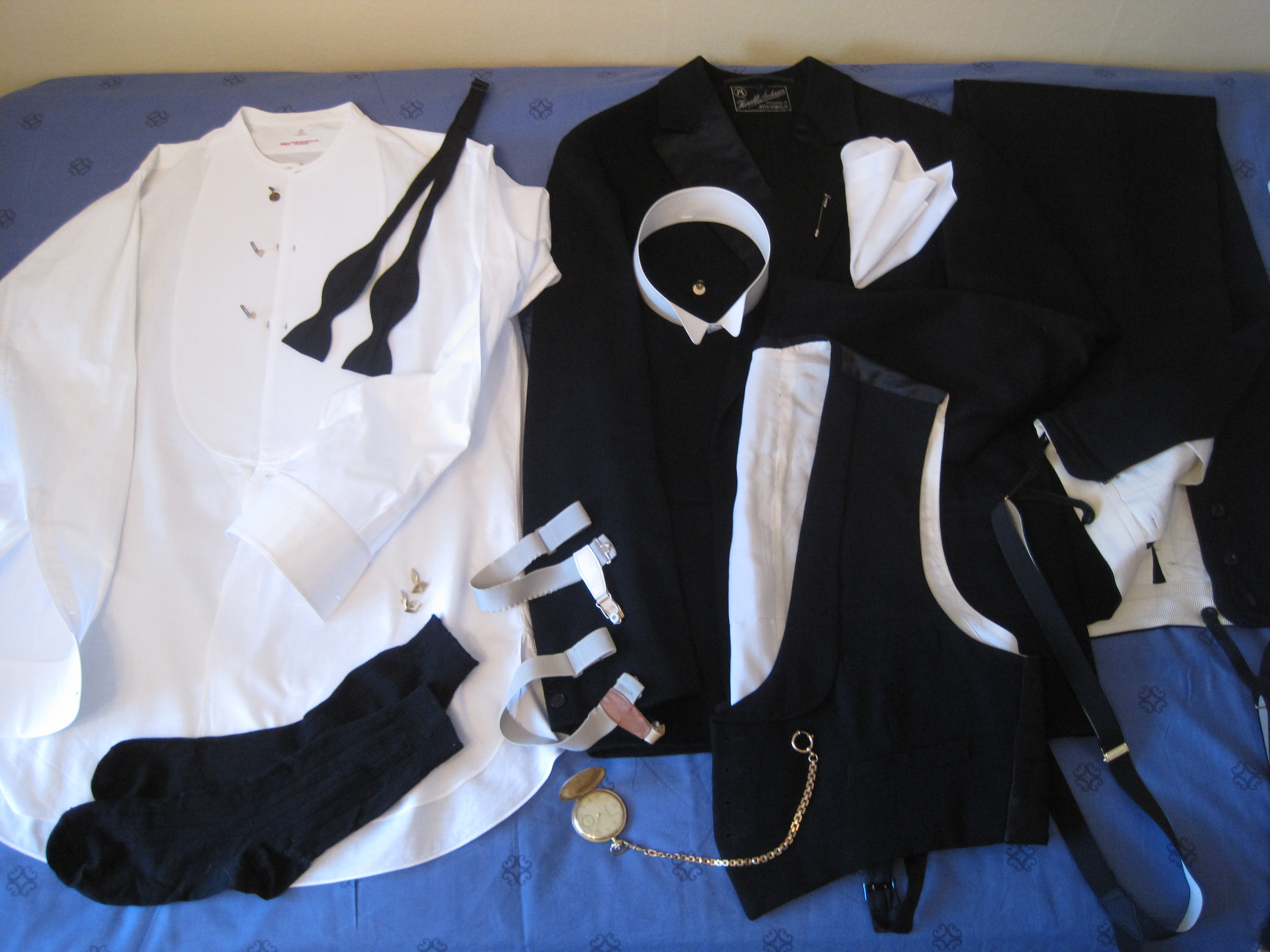
タキシードとアクセサリー
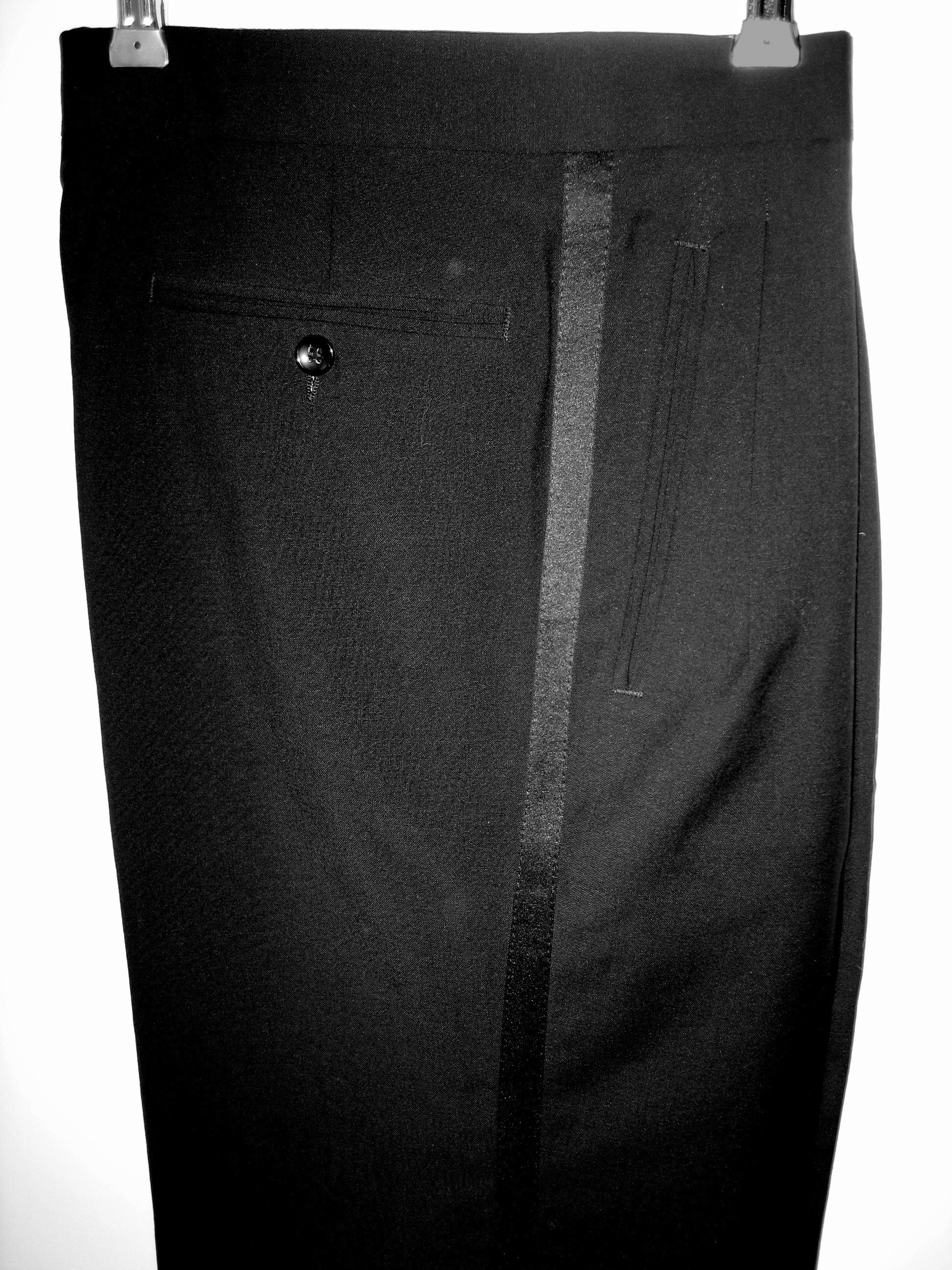
側章パンツ

## 名称について
この服装をさす言葉としては、アメリカ英語による「タキシード」の他に、イギリス英語による「ディナージャケット」、あるいはフランス語等による「スモーキング(Le Smoking)」がある。ただし、イギリス英語で「スモーキング」と呼ばれる「スモーキングジャケット」は厳密には異なる服装のことを意味する。